# Trận Agincourt
Trận Agincourt (/ˈæʒɪnkɔːr(t), -kʊər/; tiếng Pháp: Azincourt [azɛ̃kuʁ]) là một trận đánh tiêu biểu trong chiến tranh Trăm Năm giữa Anh với Pháp. Trận đánh diễn ra ngày 25 tháng 10 năm 1415 (Ngày Thánh Crispin) gần Azincourt, ở miền Bắc. Quân Anh dù bị lép vế về quân số đã đánh tan quân Pháp, làm tăng vọt thanh thế của Anh, làm tê liệt nước Pháp và mở đầu một giai đoạn ưu thế mới của Anh trong chiến tranh Trăm Năm.
Sau vài thập kỷ tạm lắng xuống, Anh khởi động lại chiến tranh Trăm Năm năm 1415 sau khi các cuộc đàm phán với Pháp đổ vỡ. Quân Anh sang đánh Pháp; nhưng sự chống cự của người Pháp cùng với sự lan tràn của bệnh kiết lỵ đã khiến người Anh chịu nhiều tổn thất. Họ đành tháo lui về Calais (miền đất của Pháp đã bị Anh chiếm từ năm 1346); nhưng đường rút của họ bị một đạo quân lớn của Pháp khoá chặt. Ước tính quân Anh có khoảng 6.000-8.100 người trong khi quân Pháp đông tới 14.000-15.000. Nhưng quân Anh vẫn dàn trận chiến đấu. Do hiệu quả ghê gớm của cung dài Anh, sức chiến đấu của bộ binh Anh cùng địa hình lầy lội chật chội khiến khiến quân Pháp không thể phát huy ưu thế về quân số, trận đánh kết thúc với thắng lợi chiến thuật áp đảo cho người Anh.
Vua Anh Henry V lãnh đạo quân đội vào trận. Vua Pháp Charles VI bị loạn thần kinh nên không trực tiếp chỉ huy. Thay vào đó, quyền chỉ huy quân đội Pháp thuộc về Thống soái (Connétable) Charles I d'Albret và một vài quý tộc lớn thuộc phái Armagnac của Pháp. Trận này cũng nổi bật về việc cung dài Anh được sử dụng với số lượng rất lớn, cung thủ Anh và Wales chiếm gần 80% quân đội của Henry.
Mặc dù không đưa tới một thay đổi lãnh thổ nào ngay sau đó, trận Agincourt là một thắng lợi tinh thần quan trọng của Henry V, củng cố sự ủng hộ của người Anh đối với ông cũng như với cuộc chiến ở Pháp. Nó cũng cải thiện vị thế ngoại giao của Anh đối với nước Pháp và châu Âu. Ngày nay, Agincourt vẫn được là một trong những thắng lợi quân sự trứ danh nhất của Anh và cũng là một trong ba chiến thắng quan trọng nhất của Anh trong chiến tranh Trăm Năm, cùng với trận Crécy (1346) và trận Poitiers (1356). Đây chính là tâm điểm cho vở kịch Henry V của William Shakespeare, sáng tác năm 1599.

## Chiến dịch
Henry V lên ngôi vua năm 1413. Sau nhiều cuộc thương lượng không thành với Pháp, Henry V dẫn binh đánh nước này. Ông đòi quyền thừa kế vương miện Pháp thông qua thân thế của ông cố là Edward III (thực ra, các vua Anh thường sẵn sàng từ bỏ yêu sách này nếu Pháp chịu nhượng Aquitaine và một số vùng khác, như trong Hòa ước Bretigny năm 1360). Thoạt đầu, mùa xuân năm 1414 Henry V mở hội đồng với các điền chủ lớn và lãnh đạo nhà thờ để bàn chuyện đánh Pháp, nhưng các quý tộc muốn ông thương lượng thêm và chỉnh bớt các yêu sách. Henry V bèn tiếp tục thương lượng, hứa sẽ từ bỏ đòi hỏi vương miện Pháp nếu Pháp trả nốt 1,6 triệu cua-ron còn lại trong khoản tiền chuộc vua Jean II (bị quân Anh bắt trong trận Poitiers năm 1356), và cắt cho Anh các vùng Normandie, Touraine, Anjou, Bretagne, Vlaanderen, và Aquitaine (các lãnh thổ từ tận thời Henry II hơn ở 200 năm về trước). Henry V sẽ cưới công chúa Catherine của Charles VI và nhận 2 triệu cua-ron của hồi môn. Người Pháp chỉ chấp nhận ở mức hôn nhân với Catherine, của hồi môn 600.000 cua-ron, và một vùng Aquitaine được mở rộng thêm. Cuộc thương lượng đi vào bế tắc và người Anh cho rằng phía Pháp không tôn trọng các điều khoản họ đưa ra, cũng như xúc phạm đến vua Henry V. Tháng 12 năm 1414, quốc hội Anh được thuyết phục để cấp cho Henry V một "khoản tiền trợ cấp gấp đôi", một loại thuế gấp hai lần bình thường, để ông đòi hỏi lại quyền thừa kề vương miện Pháp. Đến ngày 19 tháng 4 năm 1415, Henry lại đề nghị hội đồng cho phép chiến tranh với Pháp, và lần này được chấp thuận. Ông hội 12.000 binh ở Southampton rồi vượt eo biển Anh đổ bộ lên cửa sông Seine vào ngày 10 tháng 8.
Ngày 13 tháng 8 năm 1415, Henry V tiến hành vây hãm cảng Harfleur. Cuộc vây hãm kéo dài hơn dự kiến, và nơi đây chỉ đầu hàng vào ngày 22 tháng 9. Quân Anh đóng tại đây cho tới ngày 8 tháng 10. Henry trục xuất hầu hết cư dân Pháp, chỉ để lại những người nghèo nhất, nhưng ngay với những người này ông cũng buộc họ phải tuyên thệ trung thành. Thời gian có thể tiến hành các hoạt động quân sự đã hết (sắp tới mùa đông), và quân Anh cũng đã chịu khá nhiều thương vong vì dịch bệnh. Thế nhưng thay vì rút quân thẳng về Anh và chấp nhận việc chỉ thu được duy nhất một thành phố trong đợt ra quân lần này, Henry V quyết định hành quân (với khoảng 9 nghìn binh sĩ) xuyên qua vùng Normandie để tới lãnh địa của Anh tại miền bắc Pháp là Calais. Mục đích của cuộc hành quân là để chứng tỏ sự hiện diện của mình ngay trước mặt kẻ thù, và khẳng định rằng lời đòi hỏi ngôi vua của ông không hề mơ hồ và không hề chỉ mang tính lịch sử (hiểu là: một vài vua Anh trước Henry V cũng đều tuyên bố quyền thừa kế ngôi vua Pháp, nhưng đó chỉ là những đòi hỏi hữu danh vô thực dựa vào thân thế lịch sử của họ, còn Henry muốn chứng tỏ là ông đủ khả năng để thực sự làm chuyện đó). Ông cũng muốn dùng cuộc tiến quân như một lời khiêu chiến với thái tử Pháp Charles, người đã không trả lời khi Henry V thách thức ông ta tại Harfleur.
Trong lúc quân Anh vây hãm, người Pháp đã tập hợp được một đội quân ở Rouen. Đó không hoàn toàn là một quân đội phong kiến thuần túy, mà là một quân đội được trả lương theo kiểu tương tự người Anh. Phía Pháp hy vọng sẽ tuyển mộ được 9.000 quân, nhưng họ không kịp tới cứu Harfleur. Sau khi Henry V tiến quân về phía bắc, quân Pháp cũng di chuyển để khóa chân địch dọc sông Somme. Việc lần theo dấu vết quân Anh là không khó vì Henry cho đốt rất nhiều nông trang trên đường tiến (Henry từng nói chiến tranh mà không có đốt phá là giống như "xúc xích thiếu mù tạt"). Henry buộc phải di chuyển về phía nam, xa khỏi Calais, để tìm một chỗ cạn. Ông cuối cùng cũng vượt qua được sông Somme tại nam Péronne, ở Béthencourt và Voyennes, và tiếp tục hành quân lên phía bắc. Không có sông bảo vệ, người Pháp e ngại việc tiến hành giao chiến.
Quân Pháp bám sát quân Anh trong lúc kêu gọi thêm nhiều quý tộc từ các vùng tới giúp sức. Ngày 24 tháng 10, hai đội quân đã giáp mặt nhưng quân Pháp không đánh vì muốn chờ thêm nhiều quân hơn. Hai đội quân nghỉ đêm trên đất trống và người Pháp đưa ra thêm nhiều lời thương lượng để trì hoãn, nhưng Henry quyết định tiến lên và bắt đầu một cuộc chiến mà ông có lẽ cũng không mong muốn hoặc muốn đánh theo kiểu phòng ngự (như kiểu trận Crécy). Lúc đó quân Anh có rất ít thực phẩm, vừa phải di chuyển 260 dặm trong 2 tuần rưỡi, đang bị nạn kiết lỵ, và phải đối mặt với nhiều quân Pháp được trang bị tốt hơn. Dân chúng Pháp cũng hay giết chết những binh sĩ Anh đi lạc hoặc đi cướp phá. Thế nhưng lúc này quân Pháp đã chặn đường về Calais để trú thân của quân Anh, và trì hoãn thêm trận chiến sẽ chỉ làm quân Anh suy yếu thêm và tạo điều kiện cho thêm nhiều toán quân Pháp tới tham chiến.

## Lực lượng hai bên

### Quân đội Anh
Để huy động lực lượng cho chiến dịch Agincourt, Henry V đã dựa vào hệ thống "khế ước", đây là một tài liệu liệt kê tên của các hiệp sĩ và binh sĩ. Khế ước đã thay thế phương pháp huy động quân đội qua nghĩa vụ phong kiến trước đó trong thời trị vì của Edward III. Nghĩa vụ phong kiến chỉ giới hạn trong 40 ngày trong một năm, nó không tương xứng với một chiến dịch chiến đấu ở Pháp. Vì vậy, để huy động quân đội một cách có hiệu quả, nhà vua thường phải làm việc với các nhà thầu của mình. Thường thì các chư hầu phong kiến của nhà vua là các lãnh chúa, hiệp sĩ và hộ sỹ, nhưng họ phục vụ để nhận được chi trả bằng tiền. Vì vậy, người anh em trai của nhà vua, Humphrey, Công tước xứ Gloucester, đã ký hợp đồng để huy động 200 tay thương (gồm các kỵ sĩ và các tùy tùng của họ) để tạo thành một đội quân của chính ông ta – đội quân này gồm sáu hiệp sĩ, 193 hộ sỹ và 600 cung thủ đi ngựa. Đến ngày giao tranh tại Agincourt, sự khắc nghiệt của chiến dịch đã họ suy giảm xuống còn 162 tay thương, 406 cung thủ cưỡi ngựa. Một hộ sỹ ở cấp trung bình, chẳng hạn như Thomas Chaucer cung cấp 14 tay thương, 62 cung kị và 60 cung bộ. Ở cấp thấp nhất, Lewis Robbesard, một hộ sỹ, mang theo đoàn tùy tùng nhỏ của mình chỉ gồm ba cung thủ đi bộ. Đoàn tùy tùng, nghĩa là những người luôn đi theo chủ nhân của họ, đây là nền tảng cơ bản để xây dựng một đội quân theo tiếng Anh là "host". Liên kết giữa các lãnh chúa có nghĩa là có ít người hơn được chỉ huy một cách hiệu quả từ vị chỉ huy phong kiến cấp trên. Quân đội Anh được tổ chức thành đội hình 3 đạo rõ ràng trong cả hành quân và chiến đấu: đó là đạo tiên phong, trung tâm và hậu đội. Trong trận chiến, binh sĩ chiến đấu dưới ngọn cờ của chúa tể của họ, đến lượt những người này lại chiến đấu theo hiệu lệnh của vị chỉ huy của trận chiến. Trong kiểu tổ chức như thế này thì việc chỉ huy và kiểm soát là rất yếu kém. Không có hệ thống thống nhất để đưa ra các mệnh lệnh bằng miệng. Các mệnh lệnh để di chuyển được chuyển tới bởi những tiếng la hét của các sĩ quan và thúc đẩy các hàng quân tiến theo hướng mà họ mong muốn. Điều này có nghĩa rằng sự cơ động của quân bộ trên chiến trường rất chậm chạp và mang đầy tính thận trọng, trong trường hợp các hàng ngũ bộ binh bị trở nên nhầm lẫn thì Henry V đã làm một vài điều để chứng tỏ khả năng nhận thức tình hình nhạy bén của ông tại Agincourt.

### Quân đội Pháp
Mặc dù họ sử dụng một hệ thống tương tự như lettres de retenue để nâng cao và duy trì quân đội, chế độ quân chủ Pháp đã không tiến xa theo kiểu tổ chức bằng hợp đồng quân sự như người Anh. Người Pháp có xu hướng chiến đấu trong lãnh thổ của mình, và thường thiên về phòng thủ, do đó, không phải là cần phải phát triển loại cơ chế này. Phục vụ phong kiến và arrière ban (nghĩa đen lệnh gọi quân dự bị), một bổn phận chung đối với tất cả các thần dân. Vào đầu thế kỷ 15 nhìn chung thì việc làm nghĩa vụ thường được thay thế bằng một khoản thanh toán tiền mặt, hoặc bằng việc cung cấp cho các đội quân đồn trú tại các thị trấn. Rõ ràng là Paris đã đưa ra đề nghị cung cấp 6.000 lính bắn nỏ và lính mang khiên cho chiến dịch 1415, mặc dù nó đã bị từ chối bởi các chỉ huy người Pháp – những con số rất lớn những chủ đất phong kiến và chư hầu của họ vốn đã kéo đến Rouen được coi là quá đủ cho trận chiến. Trong thực tế, việc tập hợp một đội quân quá lớn là một vấn đề gây nhức đầu một cách đáng kể về hậu cần cho người Pháp. Những đại úy có kinh nghiệm như Thống chế Boucicault muốn có một đội quân nhỏ thôi nhưng được trang bị tốt và có kỷ luật tốt. Mặc dù vậy vẫn có nhiều nghìn lính bộ binh được tập hợp từ các địa phương đã kéo đến tập trung tại Ruisseauville – ngay phía bắc của Agincourt, mặc dù họ đã không tham gia tí nào vào trận chiến. Cấu trúc chỉ huy quân đội của người Pháp được cho là tương tự như của người Anh. Trong thực tế, như chúng ta sẽ thấy nó bị phá vỡ hoàn toàn, mặc dù không phải là do thiếu các kế hoạch chiến đấu mà là do chọn những phương án cực kỳ bất hợp lý.

## Bố trí đội hình

Sơ đồ trận Agincourt

### Địa điểm
Không rõ địa điểm chính xác của trận đánh nằm ở đâu. Nó có thể là dài đất trống hẹp giữa các rừng Tramecourt và Azincourt (gần làng Azincourt hiện đại). Tuy nhiên, việc thiếu bằng chứng khảo cổ ở khu vực đó đã đưa đến các giả thuyết rằng trận đánh diễn ra trên hướng tây Azincourt. Năm 2019, sử gia Michael Livingston sau khi khảo cứu lại tư liệu và bản đồ cổ cũng lập luận như thế.

### Bố trí của quân Anh
Rạng sáng ngày 25 tháng 10 năm 1415, Henry V triển khai quân đội (1.500 kỵ binh và 7.000 cung thủ) dọc theo 690m trên một dải đất hẹp. Ông ta chia quân làm 3 cánh, cánh phải do Công tước xứ York (tức Edward) chỉ huy, trung tâm do đích thân Henry chỉ huy và cánh trái do vị tướng già và giàu kinh nghiệm là Nam tước Thomas Camoys chỉ huy. Henry sai một hiệp sĩ lão thành khác, Thomas Erpingham bày biện cung thủ. Bản thân Henry V cũng là một nhà quân sự dày dạn, từng đánh dẹp cuộc nổi dậy của Owain Glyndŵr ở xứ Wales và tham gia trận Shrewsbury năm 1403 chống gia đình quý tộc Percy dưới thời vua cha Henry IV. Quân Anh bố trí như thường lệ là cung thủ ở hai bên cánh, hiệp sĩ và kỵ binh ở giữa. Có thể có thêm vài cung thủ được xếp vào giữa. Kỵ binh Anh mặt giáp và xếp hàng vai kề vai theo bốn lớp. Cung thủ Anh ở hai cánh cắm thêm cọc gỗ để cản trở kỵ binh địch. Chiến thuật này có lẽ học trận Nikopolis năm 1396 khi quân Ottoman dùng cọc để ngăn giữ kỵ binh Pháp.
Quân Anh theo đúng tục lệ, làm lễ xưng tội trước trận đánh. Trong đêm trước đó, Henry sợ bị đột kích, và mong quân sĩ không chểnh mảng, nên đã dụ cho toàn quân giữ im lặng, ai trái lệnh sẽ bị cắt mất một tai. Ông nói quân sĩ rằng ông thà chết trong trận đánh sắp tới chứ quyết không để bị bắt và chuộc lại. Sự hiện diện của nhà vua có tác động không nhỏ trong việc duy trì kỷ luật, trật tự và tinh thần ba quân. Khi tướng Walter Hungerford (1378-1449) than là cung thủ quá ít, Henry V quở trách ông ta, đại khái là nếu số phận đã an bài cho chúng ta chết, thì việc ít người sẽ khiến nhà nước đỡ thiệt hại hơn, còn nếu sống được, thì càng ít người, vinh quang sẽ càng lớn.
Henry còn đọc diễn văn khẳng định chính nghĩa thuộc về ông, và gợi cho quân sĩ nhớ những chiến thắng của các tiên vương Anh trước quân Pháp. Các nguồn sử từ Burgundy cho rằng ông đã kết thúc diễn văn bằng việc bảo binh lính rằng quân Pháp đã khoe khoang là sẽ cắt hai ngón trong bàn tay phải của các xạ thủ Anh, để họ không bao giờ có thể bắn cung nữa (không rõ chuyện này có đúng không, vì rằng thời đó nếu binh sĩ bị bắt giữ mà không đáng giá tiền chuộc thì thường bị giết luôn).

### Bố trí của quân Pháp
Trước trận Agincourt, người Pháp rất tự tin vào khả năng chiến thắng của mình. Quân Anh vừa ít hơn, lại vừa phải đi đường xa, nên rất mệt mỏi và đau ốm. Quân Pháp cũng đi đường xa và mệt nhọc, nhưng họ được ăn uống có phần đầy đủ hơn, và phần lớn quân họ được đi bằng ngựa. Nhiều kỵ sĩ quý tộc cho rằng mình có thể đánh bại dễ dàng các cung thủ Anh, những người mà họ xem như là không có ý nghĩa quan trọng trên chiến trường. Sử gia Edmond de Dyntner viết "mười quý tộc Pháp chống lại một người Anh", tức bỏ qua hoàn toàn số lượng cung thủ. Quân Pháp tự tin đến mức họ dành cả đêm chè chén và đánh cược về số phận của những tù binh Anh bị bắt trong ngày hôm sau, thậm chí có người còn vẽ chiếc xe tù áp giải Henry V về Paris.
Quân Pháp bày trận xếp theo ba hàng (hiểu là cả một phân đội chứ không phải là một hàng ngang duy nhất). Hàng đầu do Thống soái d'Albret, Thống chế Boucicaut, và các công tước d'Orléans và de Bourbon chỉ huy, với một số kỵ binh bên cánh do Bá tước xứ Vendôme và Clignet de Brebant chỉ huy. Hàng thứ hai nằm dưới quyền Công tước xứ Bar và Alençon, cùng Bá tước xứ Nevers. Hàng thứ ba do các Bá tước xứ Dammartin và Fauconberg chỉ huy. Sử gia Burgundy là Jehan de Waurin viết rằng quân Pháp có 8.000 binh sĩ, 4.000 lính bắn cung và 1.500 lính bắn nỏ ở tiền quân. Hàng thứ hai có số lượng tương tự, còn hàng cuối cùng gồm tất cả phần còn lại. Nguồn khác nói có 4.800 quân ở hàng đầu, 3.000 quân ở hàng thứ hai, với thêm hai cánh khoảng 600 kỵ binh, nhưng không nói tới hàng thứ ba.
Có khoảng 8.000 quân thiết kỵ của Pháp xuống ngựa chiến đấu, và cần phải tiếp cận quân Anh để đánh cận chiến. Nếu họ tiếp cận được thì sẽ áp đảo bộ binh Anh với tỉ lệ có thể lên tới 5 trên 1, và cung thủ Anh cũng không thể bắn gần được vì sẽ dễ trúng phải chính quân mình. Nhiều người trong quân Pháp (cả quý tộc và binh sĩ) có cha ông từng bị sỉ nhục trong hai trận thảm bại Crécy và Poitiers nên họ rất quyết tâm báo thù. Nhiều nguồn sử Pháp nhấn mạnh rằng các quý tộc Pháp quá hăng hái trong việc đánh bại người Anh (và đòi tiền chuộc từ tù binh) đến mức khăng khăng đòi lên hàng đầu, bất chấp ý kiến của các tướng lĩnh và các hiệp sĩ nhiều kinh nghiệm.
Có vẻ như có nhiều ngàn quân Pháp ở hậu quân, bao gồm cả những người hầu và người bình dân mà phía Pháp không muốn, hoặc không thể bố trí vào hàng ngũ. De Waurin cho rằng tổng số quân Pháp là 50.000 người. Ông cũng nói rằng người Pháp có nhiều lính bắn nỏ và bắn cung nhưng lại không cho họ bắn vì không đủ chỗ đứng trên địa hình chật hẹp này (để dành chỗ cho các kỵ sĩ và bộ binh). Lực lượng hậu quân này không tham gia gì nhiều vào trận đánh, các nguồn sử của Anh và Pháp đều đồng ý rằng họ đã tháo chạy hết sau khi thấy quá nhiều quý tộc Pháp bị giết và bắt sống.

### Địa hình
Chiến trường của trận đánh này vẫn còn đang được tranh cãi rằng liệu nó có phải nhân tố quan trọng nhất quyết định đến kết quả trận đánh hay không. Địa hình vùng đất vừa mới bị cày xới và được viền bởi rừng là có lợi cho quân Anh vì nó hẹp và có lớp bùn dày mà các hiệp sĩ Pháp buộc phải đi bộ qua.
Loạt chương trình Battlefield Detectives của kênh History Channel đã có một số ý kiến về sự nhỏ hẹp của địa hình. Bộ binh Anh đứng sát với nhau, trong khi quân Pháp chia thành ba lớp theo chiều dọc và không thể đưa tất cả binh lực vào tham chiến cùng một lúc, cũng như là không thể bọc sườn quân Anh. Khi những đợt quân của hàng đầu gục ngã cũng làm đường tiến lên của người Pháp thậm chí còn tắc nghẽn hơn, có một số phải đi bộ để vượt qua những người đã ngã xuống. Các nguồn sử miêu tả cuộc chiến cũng nói là quân Pháp đã tràn lên quá đông tới nỗi tự làm vướng chân tay mình trong một địa hình nhỏ hẹp như vậy.
Việc trận chiến diễn ra trên một địa hình bùn lầy đã khiến quân Pháp vô cùng mệt mỏi khi phải lội qua bùn trong khi vẫn mang giáp trụ nặng. Quân Pháp được miêu tả là bị ngập bùn tới đầu gối, còn sử gia Barker cho rằng một số thậm chí là bị ngập tới mũ. Sự mệt mỏi và sự giới hạn vận động của họ đã khiến họ dễ dàng trở thành mục tiêu cho cung thủ Anh, hoặc thất bại trong những trận đánh cận chiến với bộ binh Anh.

## Chiến đấu

### Những chuyển động mở đầu

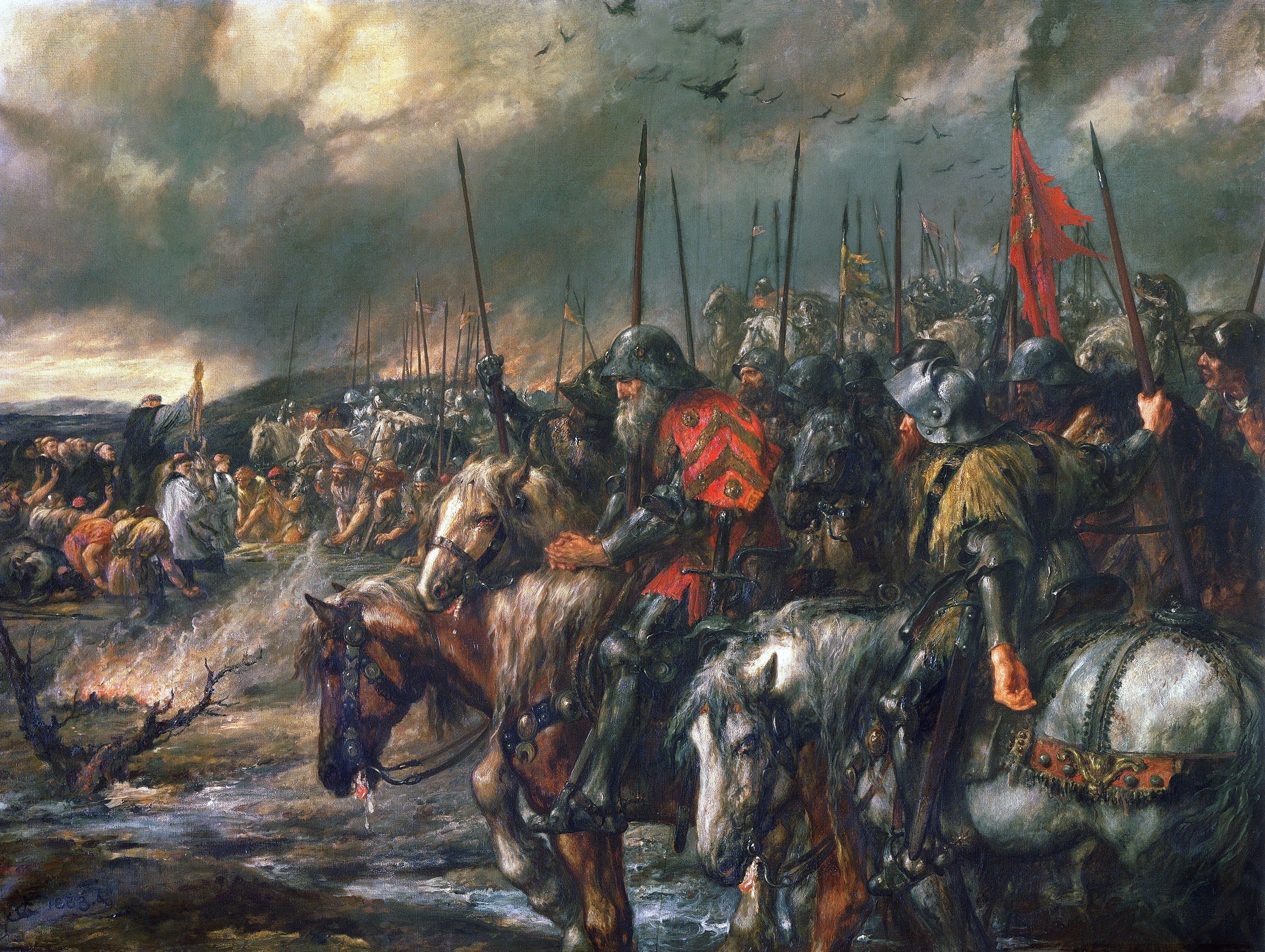
Buổi sáng trước trận Agincourt, tranh của John Gilbert

Vào sáng 25 tháng 10, quân Pháp vẫn đang chờ thêm nhiều binh sĩ tới. Công tước xứ Brabant (khoảng 2.000 quân), Công tước xứ Anjou (khoảng 600 quân), và Công tước xứ Bretagne (khoảng 6.000 quân) đều đang trên đường tới. Điều này làm quân Pháp không biết có nên tiến lên chưa. Trong vòng ba giờ đầu chưa có chiến đấu gì, cả hai đội quân chỉ dàn trận chờ đợi nhau. Người Pháp đã chặn đường lui của Henry nên chẳng lấy gì làm vội. Họ còn cho rằng quân Anh sẽ tự bỏ chạy khi thấy phải chiến đấu với quá nhiều vương hầu Pháp.
Quân của Henry V thì trái lại đang mệt, vì vậy mà ông quyết định phải chủ động hơn. Henry V đánh liều cho quân đội bỏ vị trí định trước và di chuyển tới phía trước. Việc này đòi hỏi phải nhổ những cây cọc mà họ đã cắm sẵn để bảo vệ các cung thủ và đưa tới vị trí mới (cọc là một cải tiến của quân Anh, ta đều nhớ là trong trận Crécy thì cung thủ của họ chỉ được bảo vệ bởi các chướng ngại vật tự nhiên). Thực chất, sự bày binh bố trận của vị vua nước Anh cũng chính là dựa vào hai trận thắng lừng vang tại Crécy và Poitiers khi trước. Nếu quân Pháp tấn công vào thời điểm đang di chuyển cọc thì rất có thể quân Anh sẽ bị đánh bại. Mặc dù vậy thì quân Pháp đã không đánh giá đúng tình hình này và bỏ qua cơ hội. Họ chỉ có "chết đứng như Từ Hải" chứ không hề gây phiền toái gì cho các chiến sĩ Anh đang tiến bước. Như vậy là vua Henry V đã đạt được thắng lợi ban đầu cho cuộc vận động của quân đội ông.
Quân Pháp lúc đầu định để cung thủ ở phía trước các binh sĩ, nhưng rồi cuối cùng họ lại xếp họ xuống phía sau. Lực lượng lính bắn cung và nỏ này hầu như không tham gia gì nhiều, cùng lắm chỉ là một đợt tên mở màn. Kỵ binh Pháp có thể hủy diệt hàng ngũ quân Anh nếu tấn công trong lúc họ đang di chuyển cọc, nhưng thực tế là họ chỉ xông lên sau loạt tên đầu tiên của quân Anh. Không rõ đó là vì người Pháp chờ đợi quân Anh sẽ lao lên tấn công (và bị bất ngờ khi quân Anh bắn tên từ vị trí phòng thủ mới, ở gần họ hơn) hay đơn giản là vì kỵ binh Pháp không phản ứng kịp với tình hình. Các sử gia Pháp cho rằng đợt tấn công đầu tiên của kỵ binh Pháp là không đủ quân số, một số người đang đi sưởi ấm và một số đang cho ngựa ăn. Dù sao đi nữa thì cung thủ Anh cũng đã cắm xong cọc và là những người mở màn trận đánh. Thực chất, quân Pháp rất khiếp sợ binh chủng này của quân Anh. Thời bấy giờ, cung thủ Anh là lực lượng cung thủ nhà nghề và tinh nhuệ nhất trên toàn cõi châu Âu, được trả thù lao đúng đắn, không rõ có phải do Thiên Chúa quan phòng cho Henry V hay không mà các cung thủ đã thể hiện sức mạnh khủng khiếp trong trận này.

### Kỵ binh Pháp tấn công
Sau loạt tên mở màn của quân Anh, lực lượng Kỵ binh Pháp mặc dù chưa đủ lực lượng và sắp xếp còn lộn xộn nhưng vẫn xung phong tấn công các cung thủ. Và đó là một thảm cảnh cho họ khi các kỵ sĩ không thể bọc sườn các cung thủ Anh (do địa hình), và cũng không thể xông qua hàng rào cọc đang che chở các cung thủ. John Keegan nói là tác dụng chính của các cung thủ cung dài là ở chỗ họ bắn trúng lưng và bên sườn ngựa, làm chúng lồng lên. Trong trường hợp, hai cuộc tấn công này không gây đủ sức ép mãnh liệt. Người ta nghi ngờ liệu Kỵ binh Pháp có thể tăng được tốc độ lên nhiều hơn qua những thửa ruộng mới được cày cấy gần đó với lượng nước mưa thấm xuống đất. St Remy đã thu thập được rằng mặt đất đã trơn trượt như thế nào-có thể ông đã thu thập được từ các ghi chép của cuộc tấn công của William Saseuse. Ông được mô tả như một hiệp sĩ dũng cảm, người khuyến khích người của mình phi ngựa lao thẳng về phía những cọc nhọn của các cung thủ. Mặt đất rất mềm làm cho những chiếc cọc gỗ đổ xuống, cho phép lực lượng tấn công có thể rút lui với sự mất mát chỉ với ba kỵ sĩ. Nhưng rõ ràng không phải tất cả các cọc gỗ đã đổ xuống hoặc người Pháp đã phá vỡ xuyên qua các cung thủ. Các cọc gỗ được dựng làm hàng rào phòng thủ đã được mô tả là vô hiệu hóa sức tấn công của một cuộc tấn công cực kỳ nặng nhọc. Thống soái d'Albert làm thế nào đi nữa cũng không thể ngăn ngừa nổi các quý tộc phong kiến Pháp ào lên tiến công để mà chuốc lấy quả đắng. Cung dài trở thành khẩu "súng máy" của lực lượng Quân đội Anh thời phong kiến, với tầm bắn hết sức là chính xác, trong khi lại không đắt đỏ gì mà khiến cho người chủ nhân của nó vượt xa các Hiệp sĩ địch trên tử địa. Việc kỵ binh tiến lên và rồi thoái lui càng làm lớp bùn bị khuấy động lên.
Kỵ binh Pháp bị hoảng loạn và những con ngựa không thể kiểm soát nổi của họ lúc này đã chạy đi đâu? Trên một chiến trường mở họ có thể chạy xung quanh hai bên sườn của các lực lượng của chính họ. Một số trong thực tế đã có thể hướng vào các khu rừng ở hai bên của chiến trường. Phần còn lại tự xô đẩy họ một cách dữ dội vào đạo quân đầu tiên của người Pháp lúc này đang. Một sử gia khác, Richemont Herald, người phục vụ cho Công tước Richemont, một người có tham gia vào trận chiến, đã đổ lỗi cho sự thất bại của toàn bộ trận chiến là do lực lượng kỵ binh bị đánh bại này gây ra. Đó là bởi vì họ đã có một linh cảm về sự hèn nhát của những người Lombard và người xứ Gascogne, ông quả quyết rằng họ đã làm như vậy. Định kiến của sử gia này là không chính đáng, nhưng phân tích của ông là chính xác và được chia sẻ bởi tất cả các nhà văn khác đã từng có mặt, hoặc chỉ nghe báo cáo về trận chiến. Khi bị đánh bại các kỵ binh lao trở lại, họ xông vào đội hình của quân Pháp và làm cho nó gần như hoàn toàn rơi vào tình trạng xáo trộn. Bức hình của John Keegan về một cuộc hoảng loạn của các chú ngựa của cảnh sát trong đám đông, đã tạo ra một loại hiệu lực gợn són, như những người này lại bị đánh ngã bởi một số người khác. Sự gián đoạn này bị lặp đi lặp lại hàng trăm lần và lại bị phóng đại bởi sự lặp lại của nó. Juliet Barker trích một tài liệu đương thời rằng khi thoái lui hỗn loạn, ngựa của các kỵ binh Pháp đã tự làm rồi bộ binh của mình đang trên đường xông lên, khiến họ bị phân tán và giẫm đạp. Sau những ngày mưa, trận mưa tên của quân Anh ở Agincourt đã phủ đầy bãi chiến trường với những cái thây tử sĩ và chiến mã Pháp, trong khi cả họ chả thể làm nên nổi một tiến nào cả.

### Đợt tấn công chính của quân Pháp

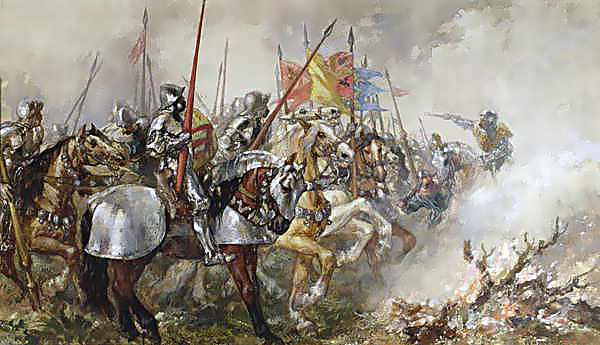
Nhà vua Henry V trên chiến trường, tranh của John Gilbert

Thống soái Charles d'Albret thân chinh dẫn đầu đợt tấn công chính đầu tiên, bao gồm các kỵ binh đã xuống ngựa đánh bộ. Các tài liệu phía Pháp mô tả trong đợt này họ có 5.000 quân và hơn quân Bộ binh Anh với tỉ lệ 3 chọi 1, nhưng phải vượt qua đám bùn lầy dưới trận mưa tên. Áo giáp của quân Pháp giúp họ có thể vượt qua 300 yard để tiến tới chỗ quân Anh, nhưng họ phải hạ thấp miếng che và nghiêng đầu để tránh bị bắn vào mặt (chỗ mắt và lỗ thông khí là điểm yếu của áo giáp), qua đó gặp vấn đề về hơi thở và tầm nhìn. Và họ phải lội qua vài trăm yard bùn lầy với chiếc áo giáp nặng 50-60 pao. Trận địa thì chật hẹp, thế mà tử thi quân Pháp đã chất đầy lại càng thêm chất đống trong cơn mưa tên của cung thủ Anh.
Các cung thủ Anh vẫn cứ hủy diệt quân Pháp thật mạnh mẽ như nhiều lần trước. Họ không hề có chút ơn huệ gì với quân thù, do trước đây, khi một lần quân Pháp đánh bại quân Anh, 300 cung thủ Anh đã bị địch treo cổ. Một lần nữa, sau hai trận đại thắng tại Crécy và Poitiers, cung dài đóng vai trò quyết định cho niềm vinh hiển của nền quân sự nước Anh. Bộ binh Pháp cuối cùng cũng đã vượt qua trận mưa tên dữ dội mà Mortimer cho là lên tới 1.000 mũi tên mỗi giây, tiếp cận với quân Anh và đã đẩy lui được họ, trong khi cung thủ Anh vẫn tiếp tục bắn cho tới khi hết tên và bỏ cung lao vào cận chiến. Mặc dù vậy thì trên đường đi quân Pháp đã bị va đập với quá nhiều tên, lội bùn với giáp quá nặng, phải hứng chịu cái nóng và sự thiếu oxy trong bộ giáp, và có số lượng quá đông nên tự làm vướng nhau. Chính vì vậy mà họ khổ sở đến mức "hầu như không nhấc nổi vũ khí" khi bắt đầu giao chiến với quân Anh. Quân sĩ hai bên phải bò lên xác tử sĩ của đợt giao chiến trước mà giáp chiến với nhau.
Khi cung thủ Anh chuyển sang dùng rìu, kiếm và các loại vũ khí khác để tấn công quân Pháp đã mệt mỏi và lộn xộn, người Pháp đã không chống trả được những chiến binh Anh không mặc giáp (nhờ vậy ít bị bùn gây trở ngại hơn) mà vẫn tấn công mãnh liệt. Binh lính Pháp ngã gục và không đứng dậy nổi. Hàng ngũ thứ nhất của quân Pháp nhanh chóng vỡ tan. Khi trận cận chiến đang diễn ra thì đợt tấn công thứ hai của quân Pháp cũng tới, nhưng vì địa hình quá chật hẹp nên có đông người hơn cũng không tràn lên được cùng một lúc. Nhiều ngàn quân Pháp bị bắt giữ và giết. Cuộc chiến kéo dài khoảng ba giờ, cuối cùng các chỉ huy của Pháp ở cả hai đợt tấn công đều bị bắt giết. Gesta Henrici mô tả về ba đống xác chết lớn xếp xung quanh ba cờ hiệu của Anh. Theo các nguồn sử đương thời, vua Henry V có trực tiếp tham gia trận cận chiến. Trong lúc này, ông đã thể hiện đúng như trong vở kịch của Shakespeare, là một vị vua giỏi đánh trận và dũng cảm. Trong phần lớn trận kịch chiến, theo sau ông có một đội Cận Vệ, nhưng họ cũng chẳng ngăn ngừa được ông xông pha vào giữa trận. Ông tiên phong trước mắt ba quân, phi ngựa thẳng vào nơi chiến sự đang diễn ra nóng bỏng nhất, đánh bại Bá tước d'Alencon của Pháp và tiêu diệt 18 Hiệp sĩ Pháp. Khi hay tin em trai nhỏ nhất của mình là Humphrey, Công tước Gloucester, đã bị thương, Henry V đã chiến đấu ngay trên hàng đầu để bảo vệ em mình cho đến khi Humphrey được đưa đi an toàn. Ông bị trúng một búa vào đầu làm văng mất một mảnh nón giáp trụ. Thế nhưng, ông và các binh sĩ Anh vẫn vững chãi. Các cung thủ Anh xung phong về phía trước, mặc sức mà giết địch. Có những người lính đâm xuyên qua những chỗ hổng của binh giáp của quân Pháp trong trận chiến. Trong trận giáp binh, không những mặc sức chém giết quân Pháp mà các chiến binh Anh còn bắt sống được vô số tù binh. Sau khi bị thảm sát dữ dội, đại quân Pháp đã tan vỡ khi màn đêm buông xuống, đúng như lời phán của Henry V. Đó là thắng lợi bước đầu, đã ghi dấu thế thượng phong nghiêng hẳn về nhà Plantagenet trong cuộc chiến.
Trong suốt trận kịch chiến, binh sĩ cả hai phe đều chiến đấu dũng mãnh. Một nhà bình luận miêu tả thảm cảnh nơi chiến địa như "một đống, một gò, một chồng xác bại binh". Nhiều thương binh kêu khóc như điên trên trận tiền đẫm máu. Mà những cái xác ấy đều chủ yếu là tử thi quân Pháp. Một điều đáng bất ngờ, "hầu như toàn thể quý tộc đều là binh sĩ Pháp", và đều bị hạ sát. Có người bảo rằng, đống xác lính Pháp trong trận thua to tại Agincourt còn cao hơn cả một cái đầu người.

### Quân Pháp tấn công xe chở hàng của Anh
Thắng lợi duy nhất của người Pháp là một cuộc tấn công vào các xe chở hàng của Anh - vốn không được phòng vệ. Một hiệp sĩ địa phương của Pháp tên Ysembart d'Azincourt đã chỉ huy một nhóm nhỏ tới đột kích, và họ đã cướp được một số báu vật cá nhân của Henry, bao gồm cả một vương miện. Các nguồn sử không thống nhất về việc đây là cuộc tấn công có chủ định của quân Pháp hay chỉ là cướp bóc đơn thuần. Một vài tài liệu cho rằng cuộc đột kích này diễn ra lúc gần cuối trận chiến và làm quân Anh tưởng là họ bị bọc hậu. Barker thì nghiêng về giả thuyết rằng nó diễn ra vào đầu trận chiến.

## Henry V ra lệnh giết các tù binh
Cho dù vụ cướp xe diễn ra vào lúc nào đi nữa, có một thời điểm sau thắng lợi của quân Anh mà Henry nhận được cảnh báo rằng quân Pháp đang tập hợp lại để tấn công tiếp. Gesta Henrici mô tả nó diễn ra sau cuộc tàn sát các binh sĩ Pháp trên chiến trường, và khi quân Anh đang mệt mỏi thì quan sát thấy hậu quân của Pháp (với số lượng lớn và sung sức). Cuộc tàn sát này là do 200 cung thủ Anh thực hiện. Tương tự, Le Fèvre và Waurin cho rằng đã có các dấu hiệu của hậu quân Pháp tập hợp lại và tràn lên có hàng ngũ, điều này làm quân Anh lo rằng họ vẫn bị nguy hiểm. Thực ra, theo một cuốn sách, tuy người Anh cho rằng đây là mối đe dọa tiềm ẩn nhưng đoàn quân Pháp này vẫn chẳng dám làm gì các dũng sĩ Anh kia, mà cũng đang dần dần triệt binh qua đống gỗ Tramecourt. Một cuốn sách khác của tác giả Spencer Tucker thì cho biết cuộc tiến công của hậu binh Pháp chỉ là một đợt tập kích nhỏ nhoi từ lâu đài Agincourt, do vài binh sĩ Pháp và có lẽ là 600 tá điền Pháp tiến hành. Các chiến binh Anh nhanh chóng đập tan nát cuộc tiến công yếu ớt này.
Dù cho giả thuyết lý giải nào thực sự đúng đi nữa thì Henry cũng đã ra lệnh giết khoảng vài ngàn tù binh Pháp và chỉ tha cho những người có đẳng cấp cao nhất. Ông sợ rằng họ sẽ lấy được vũ khí để quay lại chiến trường, và đánh bại quân Anh đã kiệt sức. Mặc dù tàn nhẫn, đây có thể xem là một hành động hợp lý, với lý lẽ chính đáng nếu xét tới tình hình trận chiến lúc đó. Có lẽ đáng ngạc nhiên là các sử gia Pháp cũng không chỉ trích Henry vì điều này. Trong cơn tàn sát kinh hoàng này, một số Hiệp sĩ Anh không giết mà cứu thoát các tù binh của mình. Họ cho rằng việc giết hại tù binh là trái ngược với tinh thần quân tử của người Hiệp sĩ Tây Âu thời phong kiến, nhất là khi quân Pháp thực sự không dám ồ ạt tấn công thêm một lần nữa. Quả thật, với vụ tàn sát sau đại thắng tại trận Agincourt ấy, vua Henry V đã phá bỏ cái "võ sĩ đạo" của con người dưới chế độ phong kiến. Hành động của ông đã đánh dấu sự kết thúc của trận chiến, với việc hậu quân Pháp nản chí và rút lui khi thấy có quá nhiều quý tộc bị bắt giữ và giết chết.
Người ta nói rằng số binh lính Pháp chết trong vụ thảm sát này còn nhiều hơn cả số lượng quân Pháp bị tiêu diệt trong trận chiến. Henry V trong niềm vui thắng lợi cũng triệu quân hầu của nhà vua Pháp là Mountjoy, và phải Mountjoy rằng chiến thắng trong trận qua thuộc về ai? "Thuộc về Người, kính bẩm Chúa thượng" - Mountjoy đáp trả. Ông liền hỏi tiếp: "Thế lâu đài mà Ta thấy ở đằng kia có tên là gì nhỉ" Mountjoy lại nói: "Đó chính là lâu đài Agincourt". Vua phán: "Vậy thì, hãy để cho trận chiến này được biết đến như là trận Agincourt.". Tin đại thắng được lan truyền đến đô thành Luân Đôn vào ngày 29 tháng 10 năm 1415. Sau chiến thắng rực chói, với lợi thế rõ rệt, vua Henry V tiếp tục cất quân đi đánh vùng Calais, và tóm gọn được nhiều tù binh Pháp, trước khi ông ca khúc khải hoàn kéo đại binh về nước Anh. Bên cạnh các chiến binh Anh là hàng đống chiến lợi phẩm.

## Kết cục của trận chiến
Đại thắng tại trận Agincourt - là một biểu hiện của binh thế nước Anh và cũng nằm trong số những trận đánh vinh quang nhất của cung thủ thời Trung Cổ - cho thấy cung dài đóng vai trò hệ trọng cho các cuộc chinh chiến của Nhà nước phong kiến Anh từ thế kỷ thứ XIII cho tới thế kỷ thứ XVI. Không những đóng góp lớn cho trận thắng ở Agincourt nói riêng và các chiến thắng khác của quân lực Anh trong cuộc Chiến tranh Trăm Năm nói chung, cung dài khiến nước Anh vươn lên thành liệt cường quân sự hùng hậu nhất của châu Âu trong đêm trường Trung Cổ, vượt hẳn nước Pháp, và qua đó chiến công ở Agincourt trở thành đại thắng cuối cùng của quân Anh dùng cung dài trên đất Pháp. Thực chất, nhiều người cho rằng sau năm 1415, cái ngày vĩ đại nhất của cung dài đã mãi mãi đi vào quá khứ. Bản thân nhà vua Henry V cũng phải rất ấn tượng với chiến tích của các cung thủ Anh ở trận này - là minh chứng cho sự chuẩn mực của các chiến thuật của Anh thuở ấy, và cũng là dấu ấn cho sự bất khả chiến bại của các cung thủ Anh thời phong kiến. Ngoài cung thủ, thắng lợi vang dội này cũng được xem là nhờ có quân Bộ binh Anh. Do không có nguồn sử đáng tin cậy nên không biết chính xác số thương vong của hai bên là bao nhiêu. Tuy nhiên chắc chắn là dù quân Anh bị áp đảo về số lương nhưng thương vong của họ ít hơn hẳn quân Pháp, sau cuộc chiến đấu cam go mà thắng lợi oanh liệt của các dũng binh Anh. Nguồn từ Pháp cho rằng có 4.000 đến 10.000 quân Pháp tử trận, cùng 1.600 quân Anh. Tỉ lệ thấp nhất mà họ đưa ra là quân Pháp tử trận nhiều hơn quân Anh sáu lần. Nguồn từ Anh nói có khoảng từ 1.500 đến 11.000 quân Pháp tử trận, còn số chết của quân Anh không quá 100 chiến sĩ. Theo sách Western Civilization: Alternate Volume: Since 1300 của tác giả Jackson J. Spielvogel, 6 nghìn quân Pháp trận vong trong thảm họa này, trong đó có cả 1.500 quý tộc tử trận trong đợt giáp chiến lấm bùn. Theo cuốn World Military Leaders của Mark Grossman, số tử trận chiếm nhiều nhất trong tổn thất của quân Pháp.
Barker cho rằng có ít nhất 112 quân Anh đã tử trận, nhưng không tính tới số bị thương. Một ước tính được dùng rộng rãi đã tính rằng tổn thất của quân Anh là 450, ít hơn nhiều so với vài ngàn của Pháp. Sử dụng các con số ước tính thấp nhất của Pháp thì tỉ lệ tổn thất của Pháp so với Anh có thể lên tới 9 trên 1, hoặc 10 trên 1 nếu xét cả những tù nhân. Trong số những người Pháp bị giết có ba công tước, ít nhất tám bá tước, một tử tước và một tổng Giám mục, cùng nhiều nhà quý tộc và cả Thống soái. Juliet Barker nói rằng những mất mát này đã làm tầng lớp lãnh đạo của Pháp ở Artois, Ponthieu, Normandie, và Picardie thiệt hại đáng kể. Một cuốn sách kể rằng có bảy vương hầu Pháp bị tiêu diệt trong đại thảm họa này. Số lượng tù binh người Pháp bị bắt giữ khoảng từ 700 đến 2.200 và đều là các quý tộc, trong số đó có cả Thống chế Boucicault nổi tiếng là một anh hùng hào hiệp của nước Pháp. Sau khi bị giải về Anh Quốc, Boucicault qua đời vào năm 1421. Điều này thể hiện sự vỡ mộng hoàn toàn của tinh thần Hiệp sĩ hào hoa ở nước Pháp thuở ấy. Theo tác giả Henry White trong một cuốn sử nước Anh, quân Anh quá lắm là thiệt hại 1.600 binh sĩ. Trong mất mát của Quân đội Anh chỉ có hai nhà quý tộc là Edward, Quận công xứ York và Michael, Bá tước xứ Suffolk. Thực chất, York không bị địch giết mà ông chết do ngã ngựa trong trận giáp binh. Một số lượng chiến sĩ đánh bộ cùng khoảng vài trăm cung thủ Anh đã hy sinh trong trận đánh vang danh này. Tổn thất của họ thì nhỏ tẹo, mà chiến thắng của họ thì lại to tát. Nếu như trận thắng lớn của quân Anh ở Crécy (1346) đã đánh mốc suy yếu của tầng lớp Hiệp sĩ thời phong kiến, thì đại thắng ở trận Agincourt đã đặt tầng lớp này đến bước đường cùng. Trận Agincourt cũng được xem là một trong những cuộc giáp chiến "một chiều" nhất trong lịch sử nhân loại, với mấy lần tấn công của quân Pháp liên tiếp bị đập tan mà quân Anh chỉ chịu tổn hại nhẹ nhàng.
Và, kể từ sau chiến bại thảm hại của quân Pháp - được coi là một thắng lợi của tinh thần kỷ cương và tài năng của người Anh trước lòng dũng cảm mà vô phép của người Pháp, các Hiệp sĩ sẽ không bao giờ đóng vai trò chủ đạo trong quân đội các quốc gia Tây Âu nữa. Địa hình được xem là nhân tố quyết định dẫn đến chiến thắng to tát của lực lượng Quân đội Anh trong trận chiến này. Bãi chiến địa của trận này rất hẹp hòi, toàn là đất mới cày, lại bị bao phủ bởi rừng rú rậm rạp, do đó thuận lợi cho các chiến binh Anh. Ngoài ra, yếu tố quan trọng đối với cho chiến thắng chính là nỗ lực chuẩn bị chu đáo và rất đáng nể của Quốc vương Henry V trước khi ông mang quân đi đánh nước Pháp. Bản thân Hiệp sĩ Pháp tỏ ra rất kém kỷ cương, tạo điều kiện cho quân Anh thắng lớn. Thống soái d'Albret và Thống chế Boucicault tuy không muốn giáp mặt với đại quân Anh, nhưng những người lính Pháp háo thắng đã không thèm nghe theo họ và chuốc lấy đại thảm bại. Việc ông ban lệnh cho các cung thủ Anh cắm cọc cũng cho thấy đầu óc sáng tạo của ông trong trận này, đem lại cho ông niềm vinh quang chiến thắng. Và, cho dầu vở kịch Henry V của Shakespeare có nhiều tình tiết hư cấu, nó đã nêu lên được một nhân tố quan trọng cho đại thắng: đó là sự kết hợp chặt chẽ giữa nhà vua và toàn quân, đó là tài nghệ của ông trong việc khơi dậy chí khí quyết đấu của các binh sĩ. Có người cho rằng vua Henry V thực sự giống với danh tướng Oliver Cromwell hơn là vị vua - anh hùng trong vở Henry V của Shakespeare, do ông đã coi quân tướng của ông là "những chiến binh của Thiên Chúa". Đối với người Anh, một "Phép lạ" mà Thiên Chúa ban cho họ trong trận đánh cũng chính là tổn thất vô cùng ít ỏi của họ.
| “              | Độc giả của Henry V (vở kịch của Shakespeare) không thể bị đổ lỗi vì đã nhìn nhận rằng chiến thắng tại Agincourt đã khiến cho Henry thâu tóm được cả Vương quốc Pháp. Trên thực tế, trận Agincourt không hề là một kiểu chinh phạt gì cả. Tuy nhiên, nó khiến cho các cuộc chinh phạt về sau được thuận lợi hơn. | ” |
| — Peter Saccio | |   |

Nhưng mà, do ông có ít quân hơn nhiều mà lại đại phá được quân thù, trận thắng to tại Agincourt đã khiến cho người đương thời rất bất ngờ. Họ nghĩ rằng ông đã thuận theo ý Đức Thiên Chúa, do đó Người đã ban cho ông thắng lợi vang dội này (Giám mục Beaufort ở Anh Quốc coi đại thắng này là "ân điển" kế tiếp của Chúa Trời cho người Anh sau các trận Sluys, Crécy và Poitiers). Mặc dù trận Agincourt là một chiến thắng quân sự lớn, có ý nghĩa quyết định và hoàn mỹ đối với quân Anh, những ảnh hưởng của nó khá phức tạp. Nó không dẫn tới những cuộc chinh phạt ngay lập tức sau đó của người Anh. Henry V trở về nước Anh vào ngày 16 tháng 11 với vinh quang, và trong mắt các thần dân và các nước châu Âu ngoại trừ Pháp, ông được xem là một anh hùng được Chúa ban ơn. Thần dân chốn kinh kỳ Luân Đôn đã tổ chức lễ ăn mừng chiến thắng của Quốc vương, trong đó họ ví von ông như những vị anh hùng trong Kinh Thánh. Chiến thắng - là tuyệt đỉnh của cuộc chinh chiến trên đất Pháp của ông - cũng giúp ông nhận được sự ủng hộ của triều đình để tiếp tục chiến tranh với Pháp. Triều đình cũng trợ cấp lông cừu dùng cả đời cho vua - lần duy nhất trong lịch sử kể từ sau đời vua Richard II hồi năm 1398 và chứng tỏ niềm tin tuyệt đối của đình thần vào thành công của vua. Chiến thắng vĩ đại này, cùng với các trận thắng to tại Crécy và Poitiers hồi thế kỷ trước, đã gia tăng uy thế của các vị vua nước Anh trong cuộc Chiến tranh Trăm Năm, và được coi là thắng lợi lớn nhất của dân tộc Anh trước ngoại bang cho đến trận phá hạm đội Tây Ban Nha. Thậm chí, không những gắn liền với đội cung thủ hơn cả mà trận Agincourt cũng nổi tiếng hơn hai thắng lợi kia trong nền quân sử nước Anh. Sau chiến thắng vĩ đại ấy, có vẻ như ông đã trở thành một vị vua bất khả chiến bại. Sau trận chiến, hòa ước giữa hai phái Armagnac và Burgundy trong triều đình Pháp đã bị phá vỡ. Phái Armagnac chính là những người chủ đạo bên phía Pháp trong trận Agincourt, qua đó họ phải gánh chịu nhiều tổn thất về nhân lực và uy tín sau thất bại này, thậm chí được coi là kẻ thất bại nặng nhất trong thảm hoạ ấy. Vị Quận công xứ Burgundy nhờ đó gia tăng uy thế đáng kể, và phái Burgundy nhân cơ hội đánh chiếm kinh đô Paris. Triều đình Pháp sau thảm hoạ Agincourt chỉ còn có thể trông chờ vào một "Phép lạ" để mà khôi phục giang sơn. Sự bất hòa ở Pháp giúp Henry V có 18 tháng chuẩn bị cho các chiến dịch tiếp theo. Sau đại thắng ở Agincourt, mất thêm vài năm nữa nhưng rồi ông đã đạt được những gì mình đề ra. Trong thời gian đó, ông đã chinh phạt được vùng Normandie, mà thực chất chính chiến thắng trong trận Agincourt đã tạo tiền đề về tài chính và lòng yêu nước cho thắng lợi này. Qua đó, đại thắng tại Agincourt được xem là khởi điểm cho sự thống trị của Quân đội Anh trên đất Pháp trong vòng 30 năm tới. Ngoài ra, chiến công lớn của Henry V phá Pháp ở đây, với giá trị to lớn về tinh thần và chiến lược, đã tạo điều kiện cho quyền uy của nhà Lancaster được củng cố. Những chiến thắng khi ấy của ông - kế tiếp đại thắng Agincourt - đã đưa tới Hiệp ước Troyes. Theo hiệp ước này, Henry V sẽ cưới con gái của vua Charles VI của Pháp là Catherine, và rồi đứa con sinh ra từ cuộc hôn nhân này sẽ cai trị cả nước Anh và Pháp. Sau đó, Henry chính thức tiến vào Paris và Hiệp ước này được phê chuẩn bởi Hội nghị ba đẳng cấp của Pháp. Đó là đỉnh cao của người Anh trong Chiến tranh Trăm Năm. Chỉ sau một chiến dịch nhanh gọn, Henry V đã đạt được mục tiêu của ông. Không may, đúng lúc ấy ông bệnh mất vào năm 1422 - bảy tuần trước khi Charles VI qua đời. Có một sự thật là, ông không hoàn toàn tham mê cái ngôi vua nước Pháp. Vào năm 1418, ông đã có ý định chấm dứt kế hoạch này.
Và, nếu như đương thời thắng lợi vẻ vang của ông trong trận Agincourt cho người Anh thấy tầm quan trọng cao của chiến dịch phạt Pháp, thì trong suốt chiều dài lịch sử nước Anh, chiến thắng rực rỡ này của ông luôn là biểu tượng của chủ nghĩa anh hùng, đề tài để chính quyền Anh thôi thúc các chiến sĩ chiến đấu chống kẻ thù xâm lược, như trong trận thủy chiến đập tan nát cuộc xâm phạm của hạm đội Tây Ban Nha vào năm 1588 và trận không chiến đánh bại Không quân Đức trên bầu trời nước Anh vào năm 1940. Cũng như chiến thắng tại Crécy và trận diệt thủy quân Tây Ban Nha nêu trên, trận thắng ở Agincourt góp phần không nhỏ cho niềm tự hào dân tộc Anh. Đó được coi là một chiến thắng mỹ mãn đặc trưng theo kiểu Anh, qua việc nhà vua "lấy ít thắng nhiều". Thậm chí, chiến công này còn được xem là một trận "lấy ít thắng nhiều" hiển hách nhất trong lịch sử Anh, trong khi là một trong những đại thảm họa của Pháp trong mối thù truyền kiếp với Anh. Trong tập 2 của bộ England: A Historical Poem (1834 - 1835), nhà thơ Anh là John Walker Ord đã ca ngợi Arthur Wellesley, Công tước thứ nhất của Wellington - người hùng nước Anh khi đó - vì đã củng cố vinh quang quân sự của người Anh vốn mở đầu với các trận Crécy và Agincourt trên đất Pháp. Và, các nhà sử học vẫn không ngừng khảo cứu về trận thắng quan trọng trong lịch sử nước Anh nói riêng và trong lịch sử châu Âu nói chung này.

## Trận chiến trong văn hóa đại chúng
Đại thắng huy hoàng của vua Henry V – "nhà chinh phạt tại Agincourt" nổi danh – trong trận Agincourt đã trở nên bất hủ trong văn học-lịch sử nước Anh. Ông đã đi vào lịch sử ngay từ sau chiến thắng, với rất nhiều cuốn biên niên sử thời Trung Cổ phải ghi lại thắng lợi này. Ngay sau chiến thắng của người Anh, đã có nhiều bài ca dân gian ra đời dựa trên trận chiến, nổi tiếng nhất là "Khúc ca khải hoàn Agincourt" vào đầu thế kỷ 15. Ngoài ra cũng có nhiều ballad về trận chiến, ví dụ như bài King Henry Fifth's Conquest of France.
Sự miêu tả trận chiến trong văn hóa đại chúng mà được biết đến nhiều nhất là vở kịch Henry V của Shakespeare vào năm 1599, trong đó tập trung vào những áp lực của một vị vua trên ngôi báu. Đối với đại thi hào Shakespeare, quân Anh giành chiến thắng lẫy lừng ở trận Agincourt là nhờ Thiên Chúa quan phòng cho cuộc chiến đấu vì đại nghĩa của nhà vua Henry V, và ông đã coi nhà vua và đoàn binh thắng trận ở Agincourt là biểu hiện của tinh thần chiến đấu của người Anh. Qua tác phẩm này, Shakespeare bằng ngòi bút xuất sắc của ông đã khắc họa hình ảnh một Đức Vua Henry V anh hùng, mẫu mực, đức độ, mang lại đại thắng cho toàn quân, và những tình tiết nhưng lời diễn văn hùng hồn của nhà vua trước ba quân khi chuẩn bị đánh trận Agincourt - do Shakespeare hư cấu nên - đã khiến Henry V trở thành một nhân vật huyền thoại trong những trang sử nước Anh. Bài hiệu triệu của Henry V trước trận đánh trong vở kịch ấy được xem là một trong những bài diễn văn hào hùng nhất trong các tác phẩm của Shakespeare, và nhà phê bình David Margolies miêu tả rằng nó đã "nêu cao danh dự, niềm huy hoàng quân sự, lòng ái quốc và tinh thần hy sinh", và trở thành một trong những mô tả đầu tiên của nền văn học Anh về vai trò của tình đồng đội chặt chẽ trong chiến thắng. Shakespeare cũng tôn vinh lòng trung dũng của hai nhà quý tộc phong kiến Anh đã hy sinh trong trận chiến. Vở kịch được ba lần chuyển thể thành phim, bởi Ngài Laurence Olivier vào năm 1944, bởi Kenneth Branagh vào năm 1989, và bởi Peter Babakitis vào năm 2004. Henry V trở thành một vị anh hùng trong mắt các độc giả của vở kịch này, trong khi tài năng của Olivier đã lôi cuốn biết bao nhiêu là khán giả cho nền điện ảnh nước Anh. Nhưng phiên bản của Branagh khắc họa trận đánh hiện thực và lâu dài hơn Kenneth, dựa theo sử liệu và hình ảnh từ cuộc Chiến tranh Việt Nam và Chiến tranh Falkland.
Sau khi cuộc Chiến tranh thế giới lần thứ nhất bùng nổ, tương truyền rằng trong trận Mons vào năm 1914, một đội thần binh bao gồm các cung thủ Anh trong trận Agincourt năm xưa đã hỗ trợ và tăng cường nhuệ khí của các chiến sĩ Anh. Sau khi kháng trả mãnh liệt những đợt công kích đoàn quân Đức hùng mạnh, những người lính Anh đã triệt thoái ra khỏi chiến địa, và Thánh George dường như đã ra lệnh cho đội thần binh này yểm trợ đường rút của quân Anh, hoặc là tạo nên một đám mây bí ẩn che mắt quân Đức, khiến cho quân Anh triệt binh an toàn. Từ đó sinh ra câu chuyện về "Đội thiên binh ở Mons", về "chiến tích" của những cung thủ Anh 499 năm sau khi họ đập tan nát đoàn hùng binh Pháp ở trận Agincourt. Cũng theo truyền miệng, nhiều tử thi quân Đức ở trận Mons – vốn cách không xa Agincourt – bị phát hiện là đã trúng tên. Tuy nhiên, những truyền tụng như vậy không hề có tính xác thực cao. Thực chất, có lẽ một phần do sức hút của Shakespeare mà người Anh thường hay nhắc đến trận Agincourt này và liên tưởng thắng lợi này tới các cuộc chiến đấu của Lực lượng Viễn chinh Anh trước những đợt càn của quân Đức.
Dấu hiệu giơ hai ngón tay thành hình chữ V cũng được một số người cho rằng bắt nguồn từ trận Agincourt. Tục truyền rằng, quân Pháp hăm dọa sẽ cắt ngón tay bất kỳ một cung thủ Anh nào mà họ bắt được để cho họ không thể nào mà bắn cúng được nữa, và thế là các cung thủ Anh dơ hai ngón tay ra nhằm kích động quân thù, thể hiện sức chiến đấu của họ không thể bị mờ phai. Không rõ chuyện ấy có thực không, nhưng về sau Thủ tướng Anh là Winston Churchill rất nổi tiếng với dấu hiệu này trong cuộc Chiến tranh thế giới lần thứ hai.
Trận Agincourt cũng đóng vai trò trung tâm trong bộ phim Quốc vương (2019) do Netflix sản xuất, với sự tham gia diễn xuất của Robert Pattinson trong vai Louis xứ Guyenne, trữ quân nước Pháp và Timothée Chalamet trong vai Quốc vương Henry V của Anh.

### Sách
- Adams, Michael C. (2002). Echoes of War: A Thousand Years of Military History in Popular Culture. University of Kentucky Press. ISBN 978-0-8131-2240-3.
- Addington, Larry H. (1990). The Patterns of War Through the Eighteenth Century. Indiana University Press. ISBN 9780253205513.
- Barker, Juliet [bằng tiếng Anh] (2015) [2005]. Agincourt: The King, the Campaign, the Battle [US title: Agincourt: Henry V and the Battle that Made England] . London: Abacus. ISBN 978-0-349-11918-2.
- Bennett, M. [bằng tiếng Anh] (1991). Agincourt 1415. Osprey. ISBN 9781855321328.
- Bennett, M. [bằng tiếng Anh] (1994). "The Development of Battle Tactics in the Hundred Years War" (PDF). Trong Anne Curry; Michael L. Hughes (biên tập). Arms, Armies and Fortifications in the Hundred Years War. Woodbridge: Boydell Press. tr. 7–20. ISBN 978-0-85115-365-0.
- Bevington, David (ngày 10 tháng 6 năm 2010). Shakespeare and Biography. OUP Oxford. ISBN 9780191615146.{{Chú thích sách}}:  Quản lý CS1: ngày tháng và năm (liên kết)
- Black, Peter Saccio Leon D. (ngày 28 tháng 2 năm 2000). Shakespeare's English Kings: History, Chronicle, and Drama. Nhà xuất bản Đại học Oxford. ISBN 9780198028710.{{Chú thích sách}}:  Quản lý CS1: ngày tháng và năm (liên kết)
- Bradbury, Jim (1985). The Medieval Archer. Boydell Press. ISBN 9780851156750.
- Bryden, Inga (ngày 5 tháng 12 năm 2016). Reinventing King Arthur: The Arthurian Legends In Victorian Culture. Routledge. ISBN 9781351905268.{{Chú thích sách}}:  Quản lý CS1: ngày tháng và năm (liên kết)
- Cantor, Paul A. (2006). "Shakespeare's Henry V: From the Medieval to the Modern World". Trong John A. Murley & Sean D. Sutton (biên tập). Perspectives on Politics in Shakespeare. Lanham, MD, US: Lexington Books. tr. 11–32. ISBN 978-0-7391-0900-7.
- Curry, Anne (2000). The Battle of Agincourt: Sources and Interpretations. Woodbridge: Boydell Press. ISBN 978-0-85115-802-0.
- Curry, Anne (2006) [2005]. Agincourt: A New History. UK: Tempus. ISBN 978-0-7524-2828-4.
- Curry, Anne & Mercer, Malcolm, biên tập (2015). The Battle of Agincourt. London: Yale University Press. ISBN 978-0-300-21430-7.
- Chisholm, Hugh, biên tập (1911). "Agincourt" . Encyclopædia Britannica. Quyển 1 (ấn bản thứ 11). Cambridge University Press.
- Cummins, Joseph (ngày 1 tháng 11 năm 2007). History's Greatest Hits. Allen & Unwin. ISBN 9781742664873.{{Chú thích sách}}:  Quản lý CS1: ngày tháng và năm (liên kết)
- Dupuy, Richard Ernest; Dupuy, Trevor Nevitt (1993). The Harper Encyclopedia of Military History: From 3500 B.C. to the Present. HarperCollins. ISBN 978-0062700568.
- Davis, Paul K. (2001). 100 decisive battles: from ancient times to the present. Nhà xuất bản Đại học Oxford. ISBN 9780195143669.
- Dodd, Gwilym; Biggs, Douglas (2003). Henry IV: the establishment of the regime, 1399-1406. Boydell & Brewer. ISBN 9781903153123.
- Glanz, James [bằng tiếng Anh] (ngày 24 tháng 10 năm 2009). "Historians Reassess Battle of Agincourt". The New York Times.
- Greenwood, David Charles (1958). History of England. Littlefield, Adams. OCLC 3721998.
- Grossman, Mark (2007). World Military Leaders: A Biographical Dictionary. Infobase Publishing. ISBN 9780816074778.
- Guillaume-Emmanuel-Joseph Guilhem de Clermont-Lodève: Bá tước Sainte-Croix (1802). History of the Rise and Progress of the Naval Power of England: Interspersed with Various Important Notices Relative the the French Marine... White, Thomas Evanson biên dịch. F.S. Barr. OCLC 1099208438.
- Haigh, Christopher (ngày 31 tháng 8 năm 1990). The Cambridge Historical Encyclopedia of Great Britain and Ireland. Nhà xuất bản Đại học Cambridge. ISBN 9780521395526.{{Chú thích sách}}:  Quản lý CS1: ngày tháng và năm (liên kết)
- Hatchuel, Sarah (2008), "The Battle of Agincourt in Shakespeare's, Laurence Olivier's, Kenneth Branagh's and Peter Babakitis's Henry V", in Hatchuel & Vienne-Guerrin (2008), tr. 193–208.
- Hatchuel, Sarah & Nathalie Vienne-Guerrin, biên tập (2008). Shakespeare on Screen: The Henriad. Rouen: Publications des Universités de Rouen et du Havre. ISBN 978-2-87775-454-5.
- Harding, A. (1848). An epitome of universal history. Luân Đôn: Longman, Brown, Green and Longmans. OCLC 223314072.
- Hanle, Donald J. (2007). Terrorism: The Newest Face of Warfare. Potomac Books, Inc. ISBN 9781597971416.
- Holmes, Richard [bằng tiếng Anh] (1996). War Walks. London: BBC Worldwide Publishing. tr. 48. ISBN 978-0-563-38360-4.
- Honig, Jan Willem (ngày 24 tháng 4 năm 2012). "Reappraising Late Medieval Strategy: The Example of the 1415 Agincourt Campaign". War in History. Quyển 19 số 2. tr. 123–151. doi:10.1177/0968344511432975. S2CID 146219312.
- Hibbert, Christopher [bằng tiếng Anh] (1971). Great Battles – Agincourt. London: Weidenfeld & Nicolson. ISBN 978-1-84212-718-6.
- Hibbert, Christopher [bằng tiếng Anh] (2000). Agincourt. Cooper Square Press. ISBN 9780815410539.
- Irvin, Jeffery L (Jr) (2011). Paradigm and Praxis: Seventeenth-Century Mercantilism and the Age of Liberalism. University of Toledo. ISBN 9781243592859.
- Jones, Michael J. (2005). Agincourt 1415. Barnsley: Pen & Sword. ISBN 1844152510.
- Keegan, John (1976). The Face of Battle: A Study of Agincourt, Waterloo, and the Somme. Penguin Classics Reprint. Viking Adult. ISBN 978-0-14-004897-1.
- Keen, Maurice Hugh (2003). England in the Later Middle Ages: A Political History. Psychology Press. ISBN 9780415272926.
- Kynell, Kurt von S. (2000). Saxon and Medieval Antecedents of the English Common Law. Edwin Mellen Press. ISBN 9780773478732.
- Margolies, David (2008), "Henry V and Ideology", trong Hatchuel & Vienne-Guerrin (2008), tr. 147–156.
- Meyer, G. J. (2006). A World Undone: The Story of the Great War, 1914-1918. Delacorte Press. ISBN 9780553803549.
- Mortimer, Ian [bằng tiếng Anh] (2009). 1415: Henry V's Year of Glory. Luân Đôn: The Bodley Head. ISBN 978-0-224-07992-1.
- Murley, John Albert; Sutton, Sean D. (2006). Perspectives on Politics in Shakespeare. Lexington Books. ISBN 9780739116845.
- Nicholson, Helen (2004). Medieval Warfare. Palgrave Macmillan.
- Pendrill, Colin (2004). The Wars of the Roses and Henry VII: Turbulence, Tyranny and Tradition in England 1459-c.1513. Heinemann. ISBN 9780435327422.
- Percy, Thomas (1866). Reliques of Ancient English Poetry Consisting of Old Heroic Ballads, Songs, and Other Pieces of Our Earlier Poets by Thomas Percy, Tập 2. B. Tauchnitz.
- Pernoud, Regine; Clin, Narue-Veronique (ngày 15 tháng 10 năm 1999). Wheeler, Bonnie (biên tập). Joan of Arc: Her Story. Adams, Jeremy duQuesnay biên dịch. Palgrave Macmillan. ISBN 9780312227302.{{Chú thích sách}}:  Quản lý CS1: ngày tháng và năm (liên kết)
- Phillpotts, Christopher (1984). "The French plan of battle during the Agincourt campaign". English Historical Review. Quyển 99 số 390. tr. 59–66. doi:10.1093/ehr/XCIX.CCCXC.59. JSTOR 567909.
- Rawley, James A. (2002). The American Civil War: an English view. Stackpole Books. ISBN 9780811700931.
- Richey, Stephen Wesley (2003). Joan of Arc: The Warrior Saint. Greenwood Publishing Group. ISBN 9780275981037.
- Redmond, James (ngày 17 tháng 4 năm 1986). Themes In Drama. Quyển Tập 8: Historical Drama. Nhà xuất bản Đại học Cambridge. ISBN 9780521332088.{{Chú thích sách}}:  Quản lý CS1: ngày tháng và năm (liên kết)
- Robbins, Keith (1998). Great Britain: Identities, Institutions, and the Idea of Britishness. Longman. ISBN 9780582031388.
- Rogers, C.J. [bằng tiếng Anh] (2008). "The Battle of Agincourt". Trong L.J. Andrew Villalon & Donald J. Kagay (biên tập). The Hundred Years War (Part II): Different Vistas (PDF). Leiden: Brill (xuất bản ngày 29 tháng 8 năm 2008). tr. 37–132. ISBN 978-90-04-16821-3. Bản gốc (PDF) lưu trữ ngày 23 tháng 8 năm 2019.
- Seward, Desmond [bằng tiếng Anh] (1999). The Hundred Years War: The English in France 1337–1453. Penguin. tr. 162. ISBN 978-0-14-028361-7.
- Spielvogel, Jackson (ngày 14 tháng 1 năm 2008). Western Civilization: Alternate Volume: Since 1300. Cengage Learning. ISBN 9780495555285.{{Chú thích sách}}:  Quản lý CS1: ngày tháng và năm (liên kết)
- Sumption, Jonathan [bằng tiếng Anh] (2015). The Hundred Years War IV: Cursed Kings. London: Faber & Faber. ISBN 978-0-571-27454-3.
- Sutherland, Tim (ngày 17 tháng 11 năm 2015). "The Battlefield". Trong Anne Curry; Malcolm Mercer (biên tập). The Battle of Agincourt. New Haven & London: Yale University Press. ISBN 978-0-300-21430-7.
- Stanley, Henry Morton (2011). Stanley, Dorothy (biên tập). The Autobiography of Sir Henry Morton Stanley, G.C.B. Nhà xuất bản Đại học Cambridge. ISBN 9781108031196.
- Strickland, Matthew; Hardy, Robert (2005). The Great Warbow. Stroud: Sutton. ISBN 0750931671.
- Thompson, Arthur Bailey (1865). The Victoria History of England: From the Landing of Julius Caesar, B.C. 54, to the Marriage of H.R.H. Albert Edward, Prince of Wales, A.D. 1863. Luân Đôn: Warne & Routledge. OCLC 669184778.
- Tucker, Spencer C. (ngày 11 tháng 11 năm 2010). Battles that Changed History: An Encyclopedia of World Conflict: An Encyclopedia of World Conflict. ABC-CLIO. ISBN 9781598844306.{{Chú thích sách}}:  Quản lý CS1: ngày tháng và năm (liên kết)
- Tuck, Anthony (ngày 16 tháng 12 năm 1999). Crown and Nobility: England 1272-1461. Wiley. ISBN 9780631214663.{{Chú thích sách}}:  Quản lý CS1: ngày tháng và năm (liên kết)
- Vienne-Guerrin, Nathalie (2015). Shakespeare on screen: The Henriad. Publication Univ Rouen Havre. ISBN 9782877758413.
- Viscount, James Emilius William Evelyn Gascoyne-Cecil Cranborne (1862). Historical Sketches and Reviews: First Series. Reprinted from the "St. James's Medley.". John Mitchell. OCLC 315409247.
- Wason, David (2004). Battlefield Detectives. London: Carlton Books. tr. 74. ISBN 978-0-233-05083-6.
- Wagner, John A. (2006). Encyclopedia of the Hundred Years War. Greenwood Publishing Group. ISBN 9780313327360.
- Watts, Arthur Pryor (1939). A History of Western Civilization... New York: Prentice-Hall, Inc. OCLC 741486626.
- White, Henry (1849). History of Great Britain and Ireland. OCLC 58040271.
- Williams, Brenda; Williams, Brian (2004). Kings & Queens. Jarrold Publishing. ISBN 9781841651309.
- Wilkinson, Philip (ngày 30 tháng 1 năm 2007). The British Monarchy For Dummies. John Wiley & Sons. ISBN 9780470059319.{{Chú thích sách}}:  Quản lý CS1: ngày tháng và năm (liên kết)
- Shakespeare, William (2007). Henry V: The Graphic Novel. Classical Comics. ISBN 9781906332013.
- Woolf, Daniel [bằng tiếng Anh] (ngày 12 tháng 6 năm 2003). The Social Circulation of the Past: English Historical Culture 1500–1730. Oxford University Press. ISBN 978-0-19-925778-2.
- Wrong, George McKinnon (1903). The British Nation: A History. D. Appleton. OCLC 503942033.
- Wylie, James Hamilton & Waugh, William Templeton (1914). The Reign of Henry the Fifth. Cambridge: The University Press. tr. 118. OCLC 313049420.

### Bài báo
- Azincourt Museum, The Azincourt Museum, Azincourt, France Lưu trữ ngày 28 tháng 7 năm 2005 tại Wayback Machine Accessed ngày 15 tháng 4 năm 2008.(The site is in French and English).
- Beck, Steve (2005). The Battle of Agincourt Lưu trữ ngày 13 tháng 10 năm 2007 tại Wayback Machine, www.militaryhistoryonline.com.
- "The Agincourt Honor Roll". Family Chronicle.com. 1997. Bản gốc lưu trữ ngày 28 tháng 5 năm 2005. Truy cập ngày 19 tháng 4 năm 2021.
- Glanz, James (ngày 25 tháng 10 năm 2009). "Henry V's Greatest Victory is Besieged by Academia". The New York Times. Truy cập ngày 24 tháng 10 năm 2009.
- David, Grummitt (2000). Curry, Anne (biên tập). "Agincourt 1415: Henry V, Sir Thomas Erpingham and the triumph of the English archers". Tempus. ISBN 0-7524-1780-0.
- Hansen, Mogens Herman (tháng 3 năm 1998). "The Little Grey Horse --Henry V's Speech at Agincourt and the Battle Exhortation in Ancient Historiography". Khoa cổ điển và lịch sử cổ đại, Đại học Durham. Bản gốc lưu trữ ngày 6 tháng 6 năm 2011. Truy cập ngày 19 tháng 4 năm 2021.
- Bennett, Matthew (1994). "The Development of Battle Tactics in the Hundred Years War". Trong Curry, Anne; Hughes, Michael L (biên tập). Arms, armies, and fortifications in the Hundred Years War. Woodbridge, England: Boydell Press. tr. 1–20. ISBN 0851153658.{{Chú thích sách}}:  Quản lý CS1: nhiều tên: danh sách biên tập viên (liên kết)
- Bennett, Matthew (2000). "The Battle". Trong Curry, Anne (biên tập). Agincourt 1415. Stroud: Tempus. tr. 25–30. ISBN 0752417800.
- "Battle of Agincourt". Military Heritage. Quyển 7 số 2. tháng 10 năm 2005. tr. 36–43. ISSN 1524-8666.
- Rogers, Clifford J. (2008). "The Battle of Agincourt". Trong Villalon, L. J. Andrew; Kagay, Donald J. (biên tập). The Hundred Years War (Part II): Different Vistas. Leiden: Brill. tr. 37–132.
- Rogers, Clifford J. (2008c). "Henry V's Military Strategy". Trong Villalon, L. J. Andrew; Kagay, Donald J (biên tập). The Hundred Years War (Part II): Different Vistas. Boston, MA: Brill. tr. 399–427. ISBN 978-90-04-16821-3.